# 1942 w Wojsku Polskim
Kalendarium Wojska Polskiego 1942 - strona przedstawia wydarzenia w Wojsku Polskim w roku 1942.

## 1942
polscy piloci myśliwscy w PSP na Zachodzie zestrzelili 90 samolotów niemieckich na pewno, 96 prawdopodobnie, a polskie załogi bombowców zrzuciły na wroga 3300 ton bomb i min. Piloci polscy w oddziałach transportowych w Afryce i na Bliskim Wschodzie przeprowadzili 1438 samolotów

## Styczeń
1 stycznia
- początek czterodniowego ochraniania konwoju z Reykjavíku (Islandia) przez ORP „Błyskawica” (w skład konwoju wchodził m.in. MS „Sobieski”)
- ORP „Burza” rozpoczął miesięczne szkolenie i ćwiczenia

2 stycznia
- gen. Władysław Sikorski dokonał przeglądu brytyjskiej 10 Flotylli Okrętów Podwodnych; na ORP „Sokół” wygłosił przemówienie

3 stycznia
- Szef Kierownictwa Marynarki Wojennej wydał rozkaz przekazywania pamiątek związanych z organizacją i działalnością Marynarki Wojennej do Kwatery Polowej Naczelnego Wodza

4 stycznia
- początek osiemnastodniowej blokady przez ORP Sokół i dwa brytyjskie okręty podwodne Taranto (Włochy) (do 21 stycznia)

9 stycznia
- ORP Burza wizytowany przez szefa Kierownictwa Marynarki Wojennej

## Luty
sformowano w Wielkiej Brytanii pierwszą polską jednostkę napraw sprzętu lotniczego przy 30 MU w Sealand pod nazwą Warsztatu Remontowego nr 1
rząd brytyjski wyraził zgodę na utworzenie polskiej 1 Dywizji Pancernej w Wielkiej Brytanii
14 lutego
- rozkaz naczelnego Wodza nr 627 o zmianie nazwy Związek Walki Zbrojnej na Armia Krajowa[3][2]

18 lutego
- pierwszy lot bojowy w Libii Polskiej Eskadry Myśliwskiej (samoloty Hawker „Hurricane”) z lotnisko Heliopolis, a działającej w składzie 112 Dywizjonu RAF (wkrótce na skutek dużych strat rozwiązana)[1]

22 lutego
- wprowadzono tekst przysięgi AK[3]

25 lutego
- Naczelny Wódz gen. Władysław Sikorski wydał rozkaz nakazujący sformowanie na terenie Szkocji 1 Dywizji Pancernej

27 lutego
- rozkaz o scaleniu oddziałów wojskowych Polska Niepodległej z Armią Krajową[3]

## Marzec
16 marca
- rozkaz nr 129 w sprawie udziału Szarych Szeregów w pracach organizacji wojskowej[3]

18 marca
- Generał Władysław Anders wbrew układowi polsko-radzieckiemu rozpoczął ewakuację polskiej armii z ZSRR na Bliski Wschód (30 tys. żołnierzy i 14 tys. polskiej ludności cywilnej)[2].

## Kwiecień
5 kwietnia
- W Teheranie zmarł podpułkownik Zygmunt Żaba[4][5].

9 kwietnia
- Dowódca Armii Krajowej wydał rozkaz „Odtwarzanie Sił Zbrojnych w Kraju”[3].

24–25 kwietnia
- 14 załóg polskich Dywizjonów 304 i 305 brały udział w bombardowaniu Rostocku (Niemcy)[1].

## Maj
powstała Organizacja Specjalnych Akcji
2 maja
- okręt podwodny ORP „Jastrząb” został omyłkowo zatopiony przez norweski niszczyciel „St. Albans” i brytyjski trałowiec „Seagull”[2]

3 maja
- w Quastina (Palestyna) nastąpiło połączenie oddziałów przybyłych z ZSRR (9 i 10 dywizje piechoty) z Samodzielną Brygadą Strzelców Karpackich; powstała 3 Dywizja Strzelców Karpackich

10 maja
- Pierwszy oddział Gwardii Ludowej pod dowództwem Franciszka Zubrzyckiego „Mały Franek” wyruszył w lasy piotrkowskie[2].

18 maja
- do walki w „Bitwie o Atlantyk” wszedł polski 304 Dywizjon Bombowy włączony do brytyjskiego Lotnictwa Obrony Wybrzeża (Coastal Commond)[1]

29 maja
- ze Związku Socjalistycznych Republik Radzieckich przybyło 99 podoficerów i marynarzy, których wcielono do Marynarki Wojennej

30–31 maja
- 101 polskich załóg z Dywizjonów 300, 301 i 305 oraz z Ośrodka Wyszkolenia Załóg (OTU) brały udział w masowym nalocie bombowym na Kolonię (Niemcy)[1]

## Czerwiec
Na Lubelszczyźnie zorganizowano oddział Gwardii Ludowej im. Tadeusza Kościuszki, którym dowodził Grzegorz Korczyński.
2 czerwca
- 101 polskich załóg brało udział w masowym nalocie bombowym na Essen w Zagłębiu Ruhry (Niemcy)[1]

16 czerwca
- przy wejściu do portu w Valletcie na Malcie zatonął na minie niszczyciel eskortowy ORP „Kujawiak”[2]

26–27 czerwca
- w czasie wyprawy bombowej na Bremen zginął w Morzu Północnym ppłk pil. Stanisław Skarżyński[1]

## Lipiec
29 lipca
- Szef Kierownictwa Marynarki Wojennej wyznaczył na nowe stanowiska służbowe:

na Komendanta Obozu Szkolnego w Glenholt (Wielka Brytania) - kmdr ppor. B. Karnicki
na Komendanta Stacji Zbornej w Glasgow (Wielka Brytania) - kpt. mar. A. Wacięga
na Komisarza Obozu Szkolnego - ppor. mar. J. Fijałkowski
na Kierownika Bazy Zaopatrzeniowej - kmdr ppor. P. Bukraba

## Sierpień
6 sierpnia
- Pod Piotrkowem Trybunalskim w walce z żandarmerią niemiecką zginął Franciszek Zubrzycki, dowódca pierwszego oddziału partyzanckiego GL im. Stefana Czarnieckiego[2]

13 sierpnia
- załoga por. nawigatora Adolfa Nowickiego z 304 Dywizjonu zniszczyła na Atlantyku Północnym niemiecki okręt podwodny[1]

15 sierpnia
- rozkaz Naczelnego Wodza w sprawie podporządkowania dowódcy Armii Krajowej wszystkich organizacji wojskowych działających w kraju[3]

18 sierpnia
- powstał 10 Batalion Dragonów - późniejszy 10 Pułk Dragonów z 10 Brygady Kawalerii Pancernej

19 sierpnia
- polskie dywizjony 302, 303, 306, 308 i 317 brały udział w operacji desantowo-morskiej (kryptonim „Jubilée”) w rejonie Dieppe (Francja)[1]

28 sierpnia
- Marynarce Wojennej przekazano budowany w stoczni Vickers-Armstrong w Barrow (Wielka Brytania) okręt podwodny ORP „Dzik”.

30 sierpnia
- Ewakuacja ostatnich oddziałów armii gen. Andersa z ZSRR do Iranu, a następnie do Iraku i Palestyny (ok. 110 tys. ludzi)[2].

## Wrzesień
W Szkocji została zorganizowana 1 Samodzielna Kompania Komandosów polskich. Dowództwo lotnictwa brytyjskiego (RAF) w grudniu 1943 roku przydzieliło komandosów do odpowiednich jednostek brytyjskich stacjonujących w Torencie we Włoszech.
12 września
- gen. Władysław Sikorski wydał rozkaz na podstawie którego likwidacji uległy Polskie Siły Zbrojne w ZSRR, a w ich miejsce powstała Armia Polska na Wschodzie[6]

## Październik
7 października
- trwała Akcja Wieniec[3]

11 października
- w stoczni Vickers-Armstrong w Barrow (Wielka Brytania) zwodowano okręt podwodny ORP „Dzik”

24 października
- oddział Armii Ludowej dokonał w Warszawie zamachu na niemiecki lokal „Cafe Club”[6][2]

## Listopad
1 listopada
- W okupowanej Warszawie poświęcono sztandar dla 1 Polskiej Samodzielnej Brygady Spadochronowej w Wielkiej Brytanii, a sztandar z rąk matek chrzestnych Marii Kann i Zofii Kossak-Szczuckiej odebrał specjalny 4-osobowy poczet żołnierzy ochotników PSBS przybyły z Wielkiej Brytanii[1].

4 listopada
- Rozkaz nr 65 dowódcy Armii Krajowej w sprawie scalenia Narodowej Organizacji Wojskowej[3].

16 listopada
- Minister spraw wojskowych generał dywizji Marian Kukiel mianował p. Zofię Leśniowską komendantką główną, a p. Marię Leśniakową zastępczynią komendantki głównej Pomocniczej Służby Kobiet. Komendantka główna i jej zastępczyni podlegały ministrowi spraw wojskowych we wszystkich sprawach dotyczących tej służby za pośrednictwem szefa Wydziału Wojskowej Służby Pomocniczej i szefa Biura Ogólno Organizacyjnego. Sprawę nadania stopni i statutu Pomocniczej Służby Kobiet minister miał uregulować dodatkowo[7].

18 listopada
- W Glasgow (Wielka Brytania) podniesiono banderę na ORP „Orkan”.

20 listopada
- Sformowano 101 Kompanię Amunicyjną.

25 listopada
- Polski Ośrodek Lotniczy w Blackpool (Wielka Brytania) został przemianowany na Delegaturę Inspektoratu PSP[1].

## Grudzień
akcje odwetowe za wysiedlenia ludności polskiej na Zamojszczyźnie
7 grudnia
- Gen. Stefan Rowecki objął obowiązki Delegata Ministra Obrony Narodowej w Kraju[8]

12 grudnia
- Naczelny Wódz zatwierdził przysięgę Armii Krajowej[3]
- podniesiono banderę na okręcie podwodnym ORP „Dzik”

30 grudnia
- pod Wojdą Bataliony Chłopskie odniosły zwycięstwo w bitwie z niemiecką żandarmerią[9][2]

31 grudnia
- piloci PSP na Zachodzie zestrzelili 500-ny samolot niemiecki Fw 190, dokonał tego ppor. pil. Henryk Pietrzak, natomiast 501-go FW-190 zestrzelił por. pil. Zdzisław Langhamer; obaj zostali odznaczeni Krzyżami Walecznych[1]